# Ghost of Tom Joad
Ghost of Tom Joad war eine 2006 gegründete Post-Punk-Band aus Münster. Im Januar 2012 gaben sie ihre Auflösung bekannt.

## Geschichte
Ghost of Tom Joad wurde am 16. Februar 2006 gegründet. Der Bandname stammt vom Song The Ghost of Tom Joad von Bruce Springsteen, der auch von Junip gecovert wurde. Ihre Debüt-EP Is This What You Call a Fronterlebnis? wurde auf den Konzerten und über die Homepage verkauft. Am 8. Februar 2008 erschien das Debütalbum No Sleep Until Ostkreuz. Am 6. Februar 2009 folgte das zweite Album Matterhorn, welches im Vergleich zum Vorgänger eher düster gehalten ist.
Schon im Oktober des Gründungsjahres spielten sie als Vorband von The Lost Patrol Band und Madsen. Des Weiteren spielten sie mit Maxïmo Park, Coheed and Cambria, Kettcar, Tomte, Samiam, Mando Diao, State Radio und tourten mit Muff Potter, deren Gitarrist Dennis Scheider das Management und die Produktion von Ghost of Tom Joad übernahm.
Am 13. Januar 2012 gab die Band über ihr Label Richard Mohlmann Records und via Facebook mit einem YouTube-Video die Auflösung nach vier Abschiedskonzerten im April 2012 bekannt.

## Stil
Laut Produzent Dennis Scheider sagte die Band „stell Dir vor Elliott Smith, Marvin Gaye und Ian MacKaye hätten die Einstürzenden Neubauten gegründet“ (Offizielle Bandbiographie). Die Visions schrieb, „das Kraftvolle ziehen sie aus dem Punk, das Dynamische aus der New Wave“ (Dennis Plauk: Visions Nr. 180).

## Diskografie
- 2007: Is This What You Call a Fronterlebnis? (EP, Eigenvertrieb)
- 2008: No Sleep Until Ostkreuz (Album, Richard Mohlmann / Indigo)
- 2008: Köln-Brüssel-Paris (EP, Richard Mohlmann)
- 2009: Matterhorn (Album, Richard Mohlmann / Indigo)
- 2011: Black Musik (Album, Richard Mohlmann / Universal)